# Kvarnen Tre Kronor

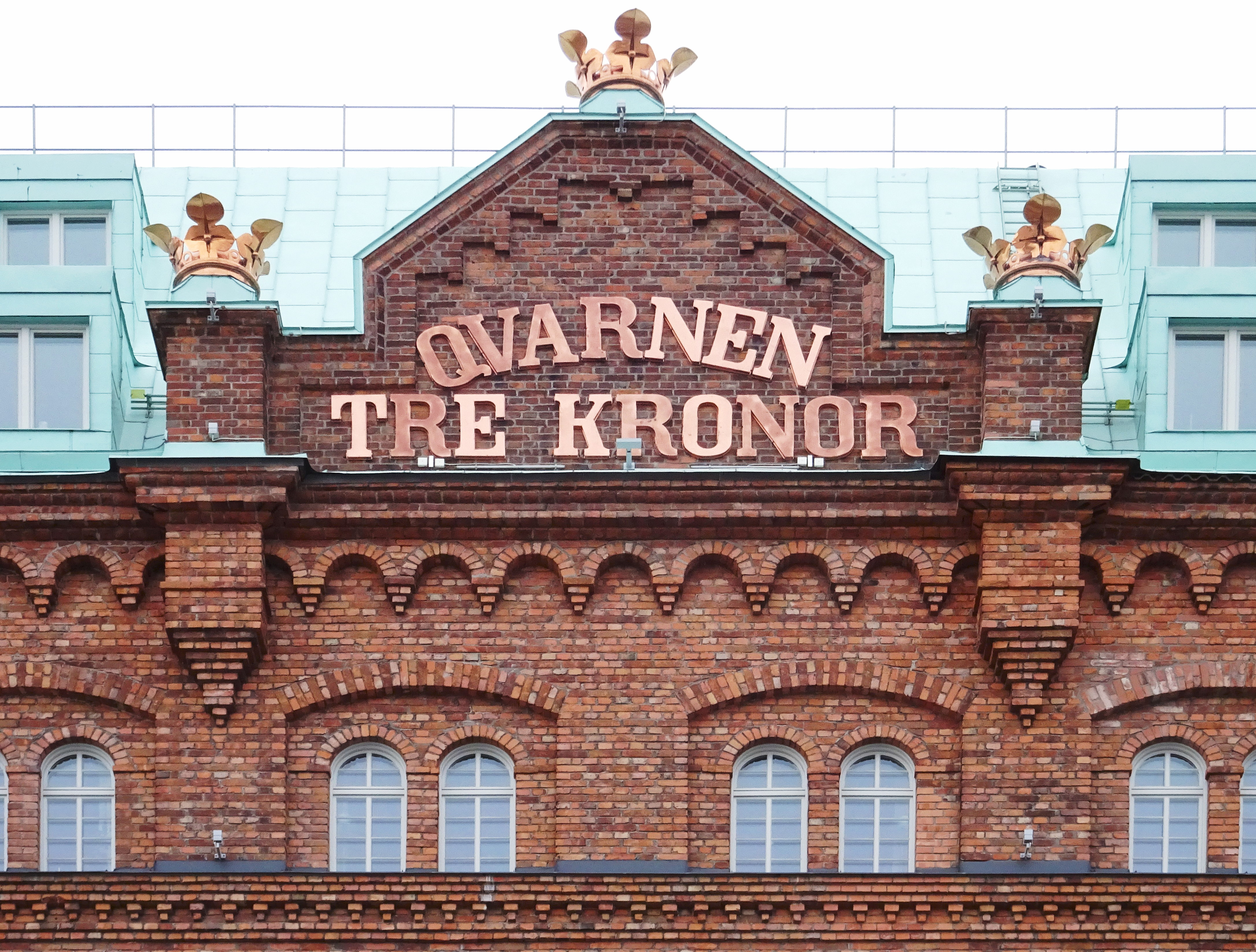
"Qvarnen Tre Kronor" på fasaden mot Stockholms inlopp.

Kvarnen Tre Kronor är en tidigare kvarnindustri på Kvarnholmen i Nacka kommun, Stockholms län. Företaget som drev verksamheten bildades 1897 och hette ursprungligen Qvarnaktiebolaget Tre Kronor, senare Kvarn AB Tre Kronor och kom slutligen att uppgå i Kvarn AB Juvel.

## Historia

### Företaget bildas och kvarnen byggs

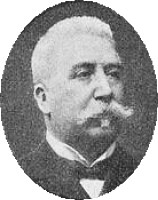
C.A. Engström.

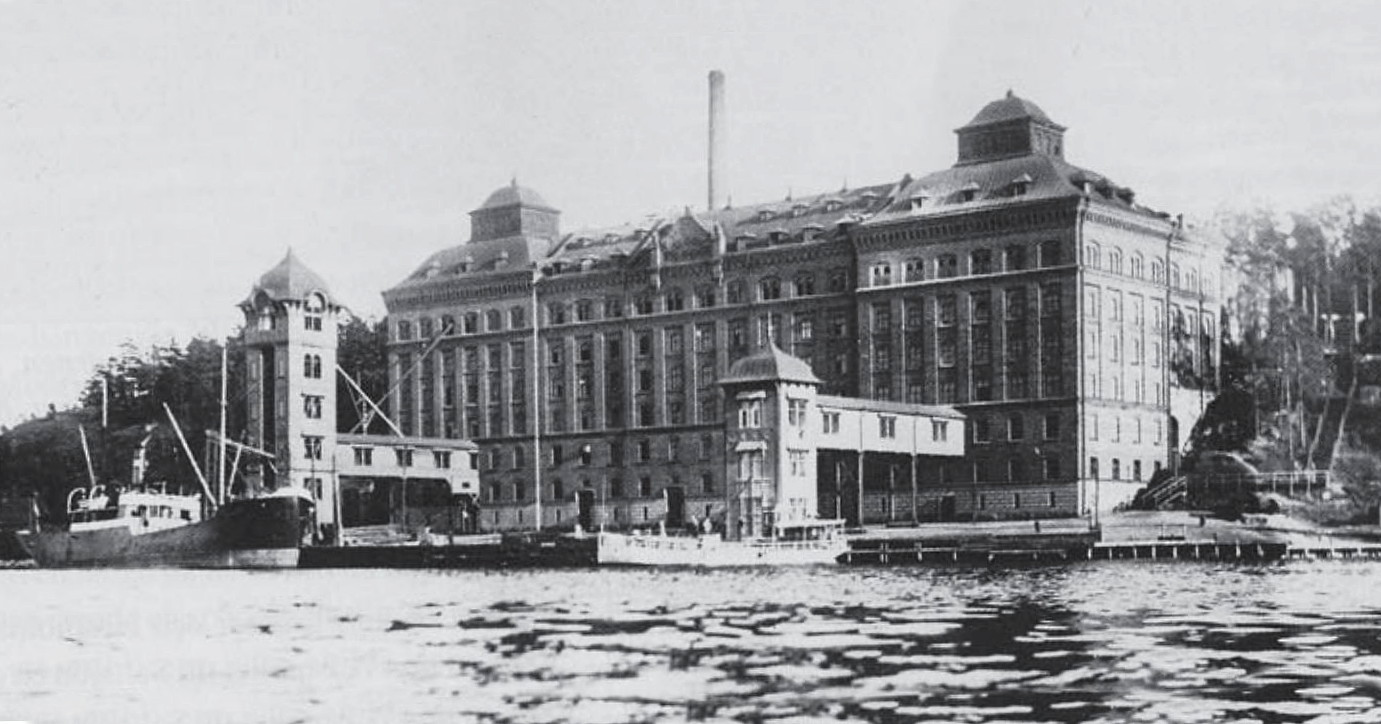
Kvarnen Tre Kronor i sitt ursprungliga skick omkring 1903.

Qvarnaktiebolaget Tre Kronor bildades den 10 maj 1897 med ett aktiekapital på dåvarande 700 000 kronor. Pådrivande var grosshandlaren Carl August Engström vars firma, Aug. Engström & Co, var landets största mjölimportör. Han blev själv verkställande direktör i det nya bolaget.
Platsen för den nya kvarnen hade valts ut omsorgsfullt, man hade hittat en lämplig tomt på Hästholmen (senare omdöpt till Kvarnholmen) mitt emot Djurgården. I april 1897 började bygget. Man fick spränga bort 14 000 kubikmeter sten från det 16 meter höga berget. Sprängstenen användes sedan som fyllnadsmaterial för att flytta ut strandlinjen 15 meter och bygga ett hamnområde utmed Saltsjöns strand. Den 5 februari 1898 kunde man fira taklagsfest. 
Den färdiga kvarnbyggnaden var 84 meter lång och sex våningar hög, på gavlarna gick tornen upp till 8 våningars höjd, 38 meter över marken. Anläggningen hade fyra avdelningar: spannmålsmagasin, renseri, kvarn och mjölmagasin. Processen var till stora delar automatiserad och byggnaden var anpassad för denna: spannmål in i östra delen och mjöl ut i västra delen.
Kvarnen drevs i två 12-timmarsskift måndag-lördag, och månadslönen de första åren för en kvarnarbetare var 75 kronor. 1911 bytte man från ångdrift till eldrift, och 1912 byggde man en ny silo samt en kontorsbyggnad som placerades i anslutning öster om kvarnbyggnaden (se Silo III och Gamla kvarnkontoret).

### Historiska bilder

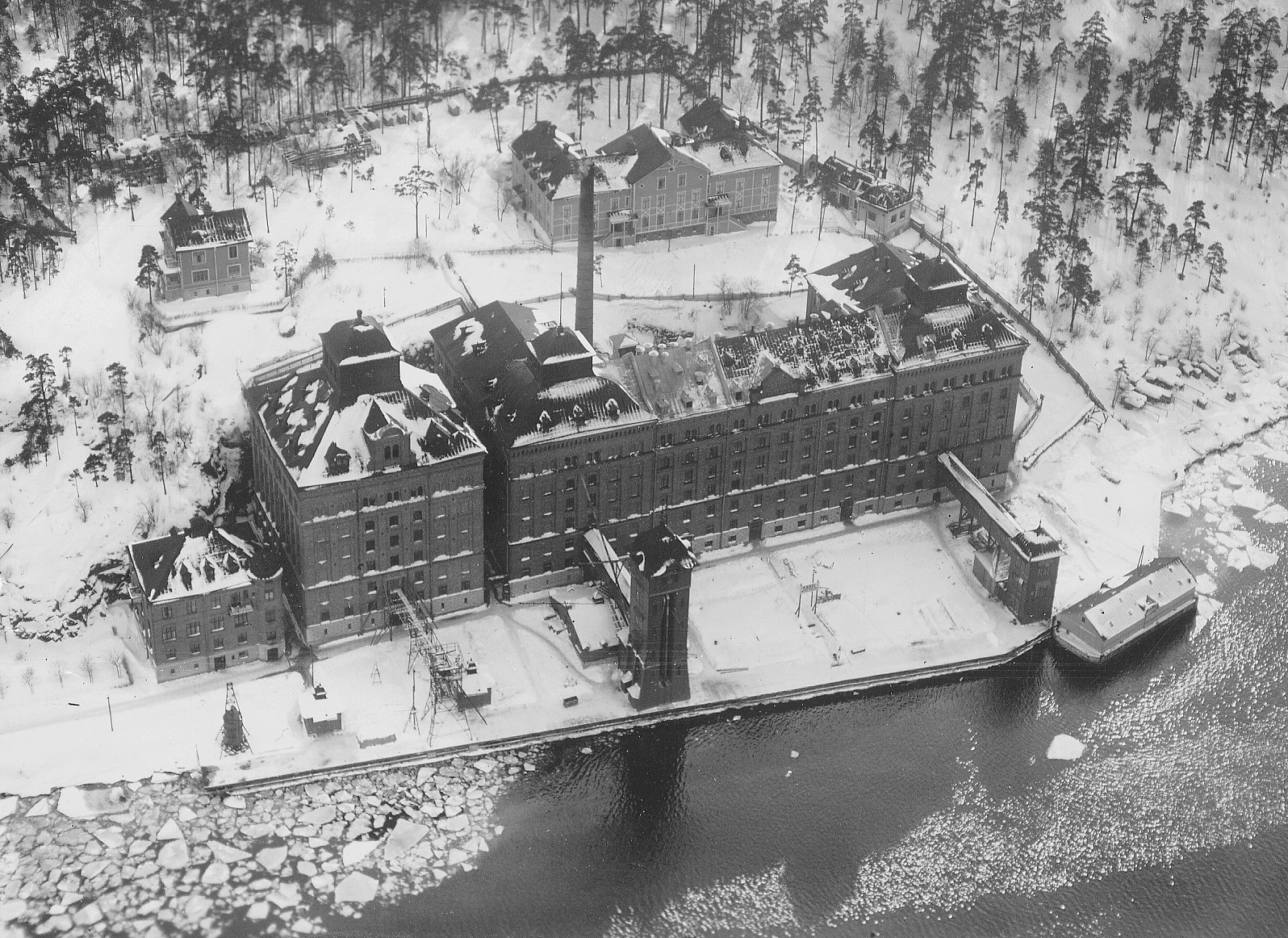
Anläggningen omkring 1920 med Silo III och Gamla kvarnkontoret längst till vänster.
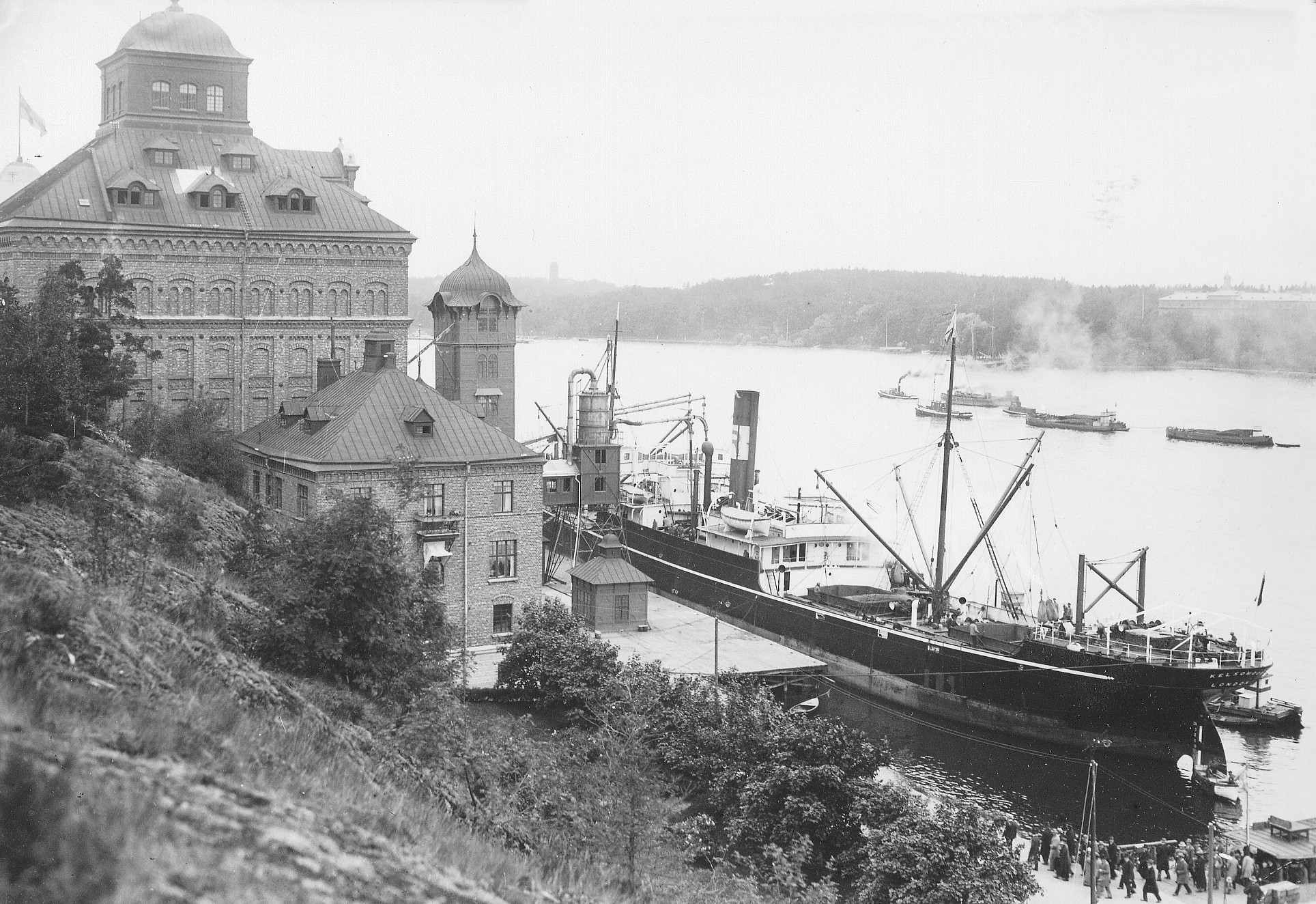
Ett fartyg ligger vid kaj, längst fram syns kvarnkontoret och därbakom Silo III, omkring 1920.
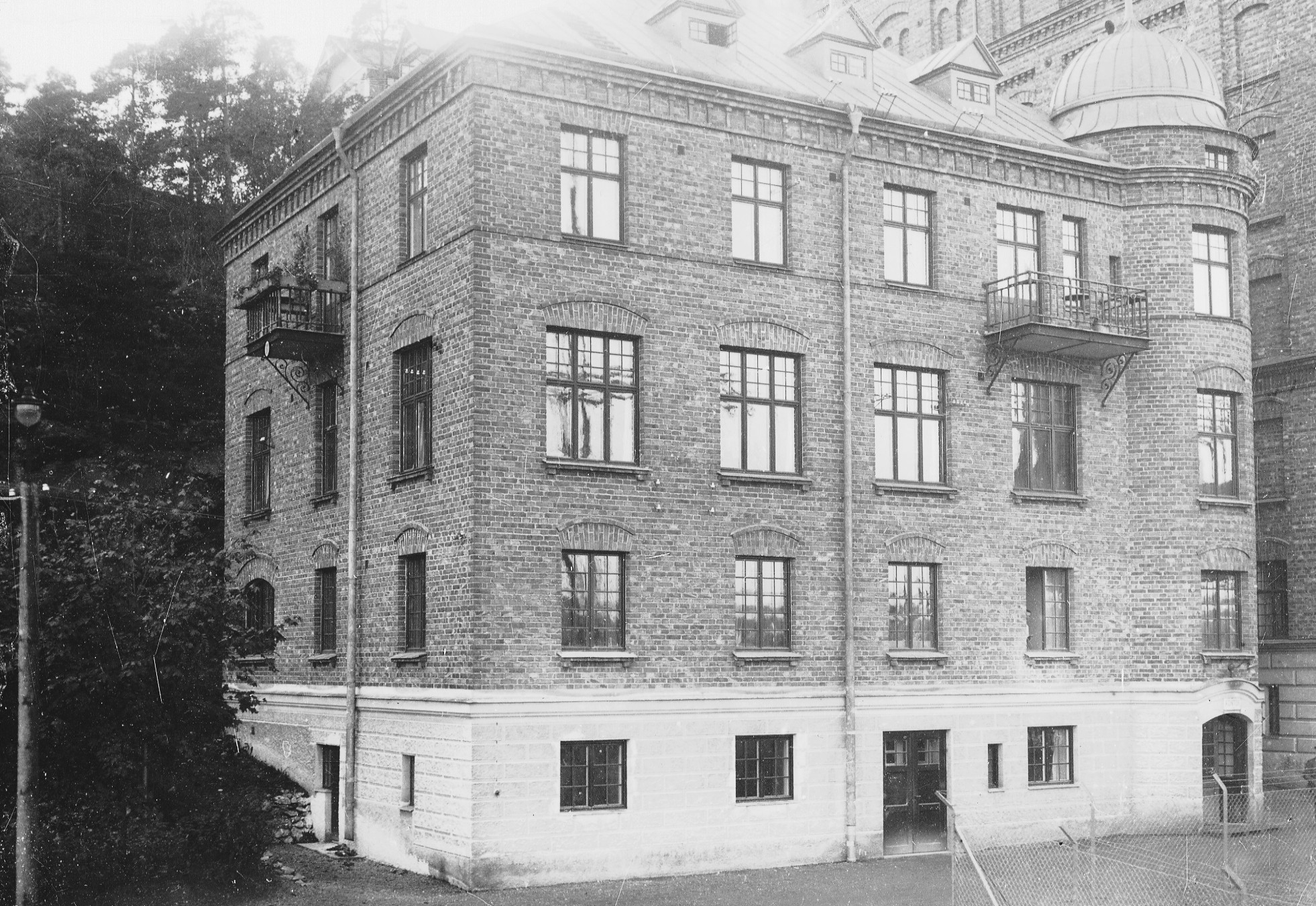
Kvarnkontoret omkring 1920.
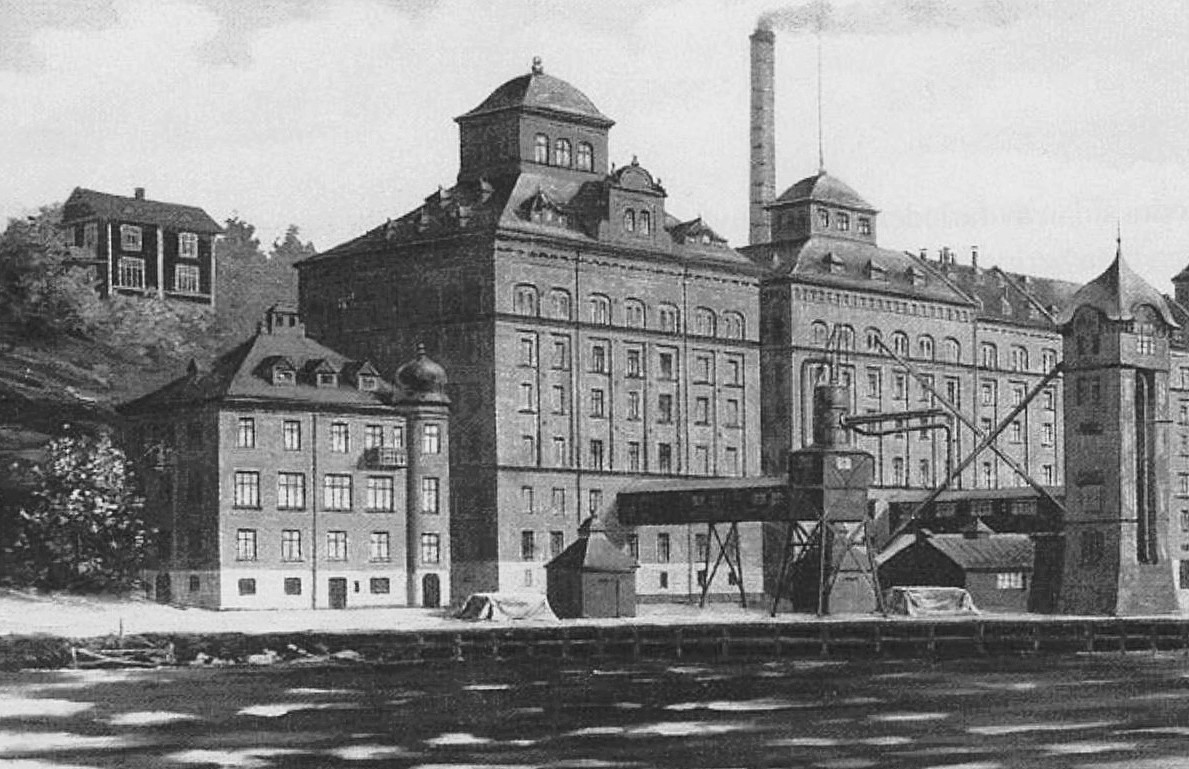
Kavrnkontoret och Silo III 1925. På backen bakom huset syns en av kvarnens arbetarbostäder.

### Kooperativa Förbundet tar över kvarnen

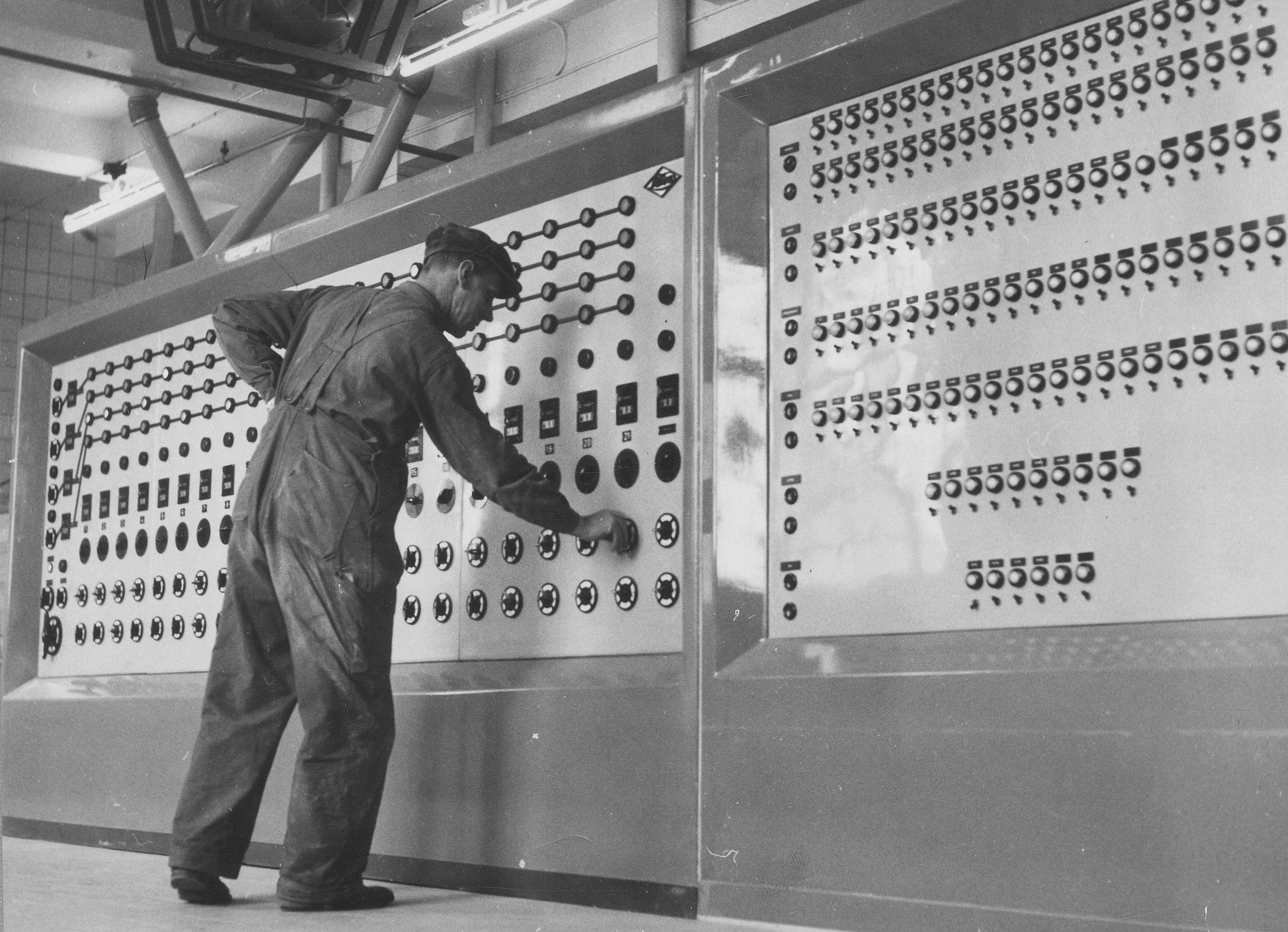
Renseriets kontrollpanel i kvarnen, 1955.

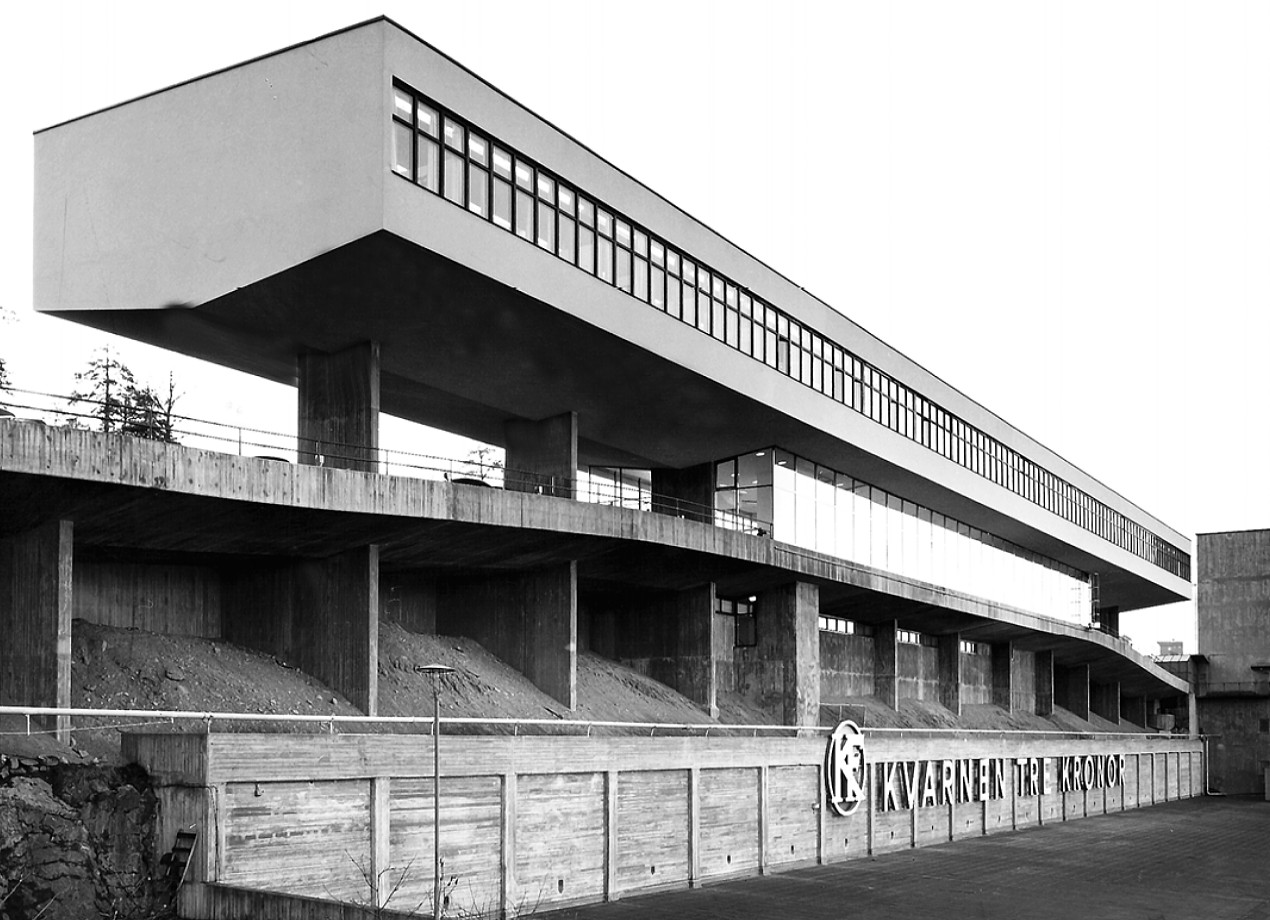
Nya kvarnkontoret, kallat "Munspelet", ursprungliga utseende, 1966.

År 1912 hade landets storkvarnar bildat en statsstödd kartell som försäkrade ägarna om goda vinster. Det gjorde att Kooperativa Förbundet (KF) så småningom började intressera sig för att driva kvarnverksamhet i egen regi. Då flera av kvarnägarna fruktade att en betydande överkapacitet skulle skapas om kooperationen byggde egna kvarnar valde man istället att sälja sina verksamheter till KF. Det var mot denna bakgrund KF kunde förvärva Kvarn AB Tre Kronor i september 1922.
I maj 1923 stoppades kvarndriften helt eftersom man ville göra en rejäl ombyggnad och modernisering av kvarnen. För den maskinella moderniseringen anlitades den bästa expertis som fanns att tillgå i Europa. Ett samarbete kom igång mellan tyska konstruktörer, den verkställande direktören Viktor Lindgren, kooperativ pionjär och även chef för Göteborgs ångbageri- och ångkvarn samt den tekniska chefen och senare disponenten Emil Hamring som värvats från Mårten Pehrsons valskvarn i Göteborg. I mars följande år var man klar och driften satte igång på nytt. Det visade sig dock att kapaciteten hade höjts så mycket att man var tvungen att bygga ytterligare ett magasin med plats för 50 000 säckar. Samma år köptes också resterande delar av ön. De första tillbyggnaderna som uppfördes liknade områdets äldre industribebyggelsen men bara några år senare skulle de nya tillskotten uppföras i en helt ny modernistisk och funktionalistisk stil.
Man behövde också ytterligare siloutrymme, och på berget ovanför kvarnen avstyckades en tomt. Det blev KF:s arkitektkontor under ledning av Eskil Sundahl och Olof Thunström som upprättade ritningarna tillsammans med kvarnens tekniska chef Emil Hamring. Silobyggnaden, som byggdes 1926–1927 (riven 2010), var väldigt nyskapande då man lät funktionen framträda tydligt och inte försökte dölja den i ett arkitektoniskt genomarbetat skal.
År 1927 rådde en febril byggverksamhet på Hästholmen. Det behövdes en särskild byggnad för matsalar och omklädningsrum åt personalen, marketenteri, dessutom ville man ha en livsmedelsaffär åt Konsum, den kunde invigas den 1 juni 1928. Samma år uppfördes även en havregrynskvarn med tillhörande lagerlokaler. Liksom alla andra nybyggnader ritades havrekvarnen av KF:s arkitektkontor, nu under ledning av arkitekt Artur von Schmalensee. Byggnaden kom att bli en av Sveriges första med uppförd i den funktionalistiska arkitekturen. Redan 1929 kunde man från den nya kvarnen leverera ångpreparerade havregryn, havremjöl och havremust. Under 1928 byggdes även ett foderkaksmagasin vid kajen (som ombyggdes och byggdes ut i betong) i anslutning till silobyggnaden.
År 1929 förbättrades lossningsanordningarna för spannmål på kajen genom att man monterade en flyttbar så kallad sugelevator, detta gjorde att det gick att lossa 1300 ton per 8-timmarspass. Detta gjorde dock att det behövdes ytterligare magasin, och man byggde ett centralmagasin som skulle ha direkt förbindelse med alla produktionslokaler, magasinet placerades på kajen mellan havregrynskvarnen och det tidigare magasinet från 1924. År 1932 tillkom även Spisbrödsfabriken (för tillverkning av knäckebröd). Fabriken, som byggdes ut 1942–1943 samt 1949–1953, kom i början av 1970-talet att byggas om till bageri.
Ett av de sista stora nybyggena skedde på 1960-talet, då kontorsbyggnaden ”Munspelet” med sitt karakteristiska utseende byggdes. Även denna byggnad påbörjades av Olof Thunström men fullföljdes av hans svärson, arkitekt Claes Tottie, efter Thunströms död.

### Fortsatt utbyggnad och nedläggning

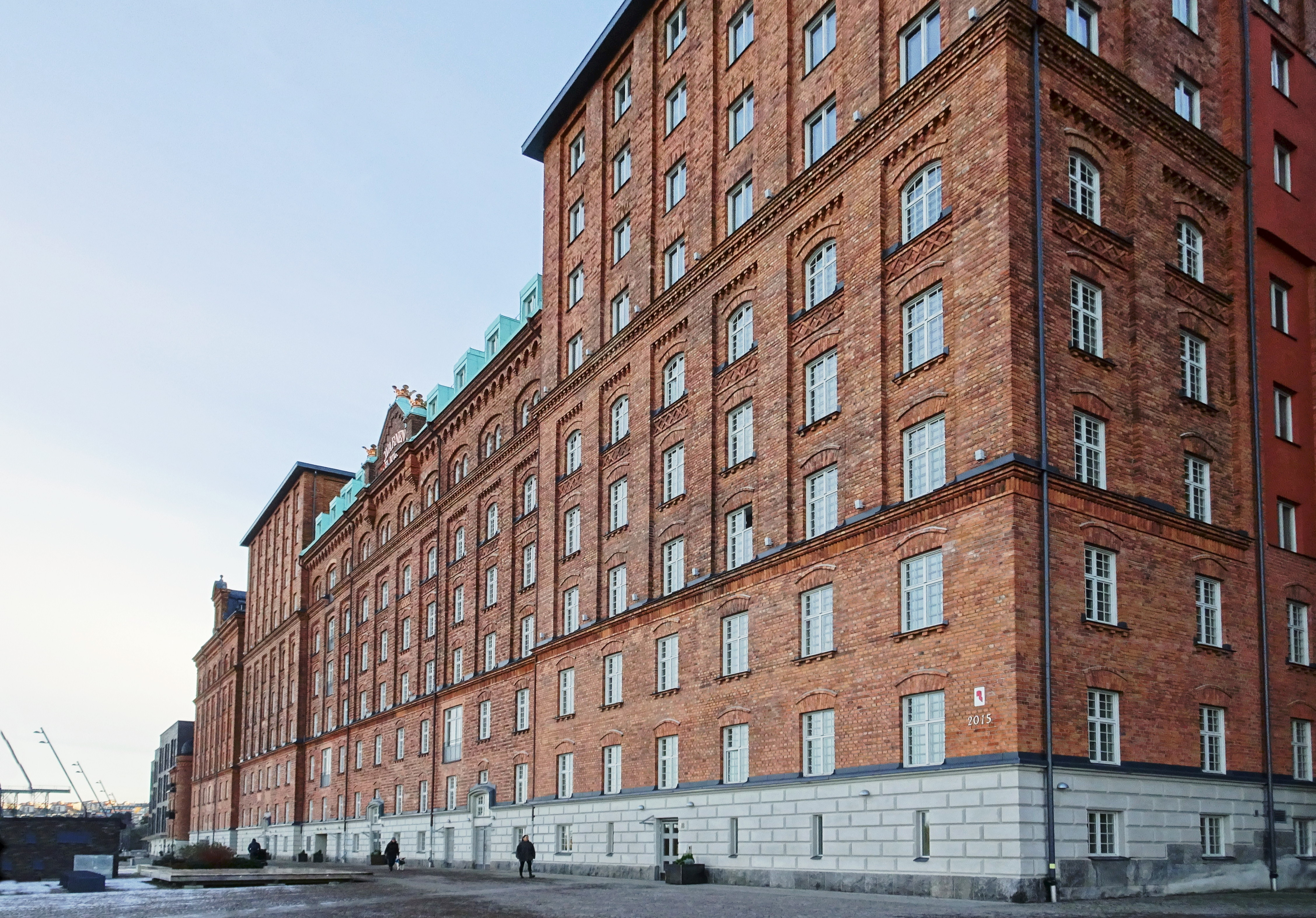
Kvarnens huvudbyggnad ombyggd till bostäder, november 2021.

Ytterligare nya industribyggnader på Kvarnholmen tillkom in på 1970-talet. Bland annat byggdes cisternområdet ut på öns västra del under 1940-talet. Den så kallade Sillhamnen mot Gäddviken med sina magasin och lager byggdes i omgångar under 1940- och 1950-talen. Det nya kontoret, vilket på grund av sitt säregna utseende fick smeknamnet munspelet, byggdes 1966. Det sista stora byggprojektet, uppförandet av den så kallade nya kvarnen, slutfördes under 1977. Alla tillskott till bebyggelsen anses vara goda exempel för KFAI:s exemplariska funktionalistiska arkitektur. 
Vad som sedan hände var att KF:s industrier, varuhus med mera, började få problem med lönsamheten. Att komma till insikt om problemen kom att ta lång tid. De ekonomiska bekymren fortsatte under hela 1980-talet, de mest akuta problemen kom att lösas med bland annat försäljning av fastigheter. Kraven på strukturförändringar föranledde att KF började sälja av eller lägga ned sina industrier runt om i Sverige. Kvarnen Tre Kronor, som vid denna tidpunkten ingick i KF:s kvarnföretag Kvarn AB Juvel var en av de första att läggas ned. Beslutet om nedläggning kom 1990 och 1992 var verksamheten helt avvecklad, varvid 370 anställda förlorade sina arbeten. Produktionen flyttades istället till Kvarnen Tre Lejon i Göteborg. Denna kvarn, som kom att bli en av KF:s sista egna industrier i drift, lades ned 2001 i samband med att Juvel såldes till Cerealia (Lantmännen Axa).

### Omdaning till bostadsområde
Sedan 2007 pågår ett stort stadsutvecklingsprojekt som syftar till att förvandla kvarnverksamhetens gamla industriområde till en stadsdel med boende, arbetsplatser, skolor och kultur. Projektet drivs av Kvarnholmen Utveckling AB (KUAB) som ägs gemensamt av JM, Peab och Folksam. För området fastställdes fem nya detaljplaner vars syfte är att ”att omvandla en idag sluten och delvis sliten industrimiljö med en stor andel oanvända lokaler till en levande stadsdel med en blandning av verksamheter och bostäder”. Beroende på detaljplaneprocessen och bostadsmarknaden räknar man med färdigställandet till år 2030. Då ska det finnas cirka 3 700 bostäder på Kvarnholmen och angränsande Gäddviken. Tre fastigheter på kvarnområdet är sedan 2016 lagskyddade byggnadsminnen: Disponentvillan, Havrekvarnen och Munspelet. Flera byggnader har även q-märkning i gällande detaljplanerna, det innebär att de ej får rivas eller exteriört förvanskas.

### Nutida bilder, byggnader på kvarnområdet

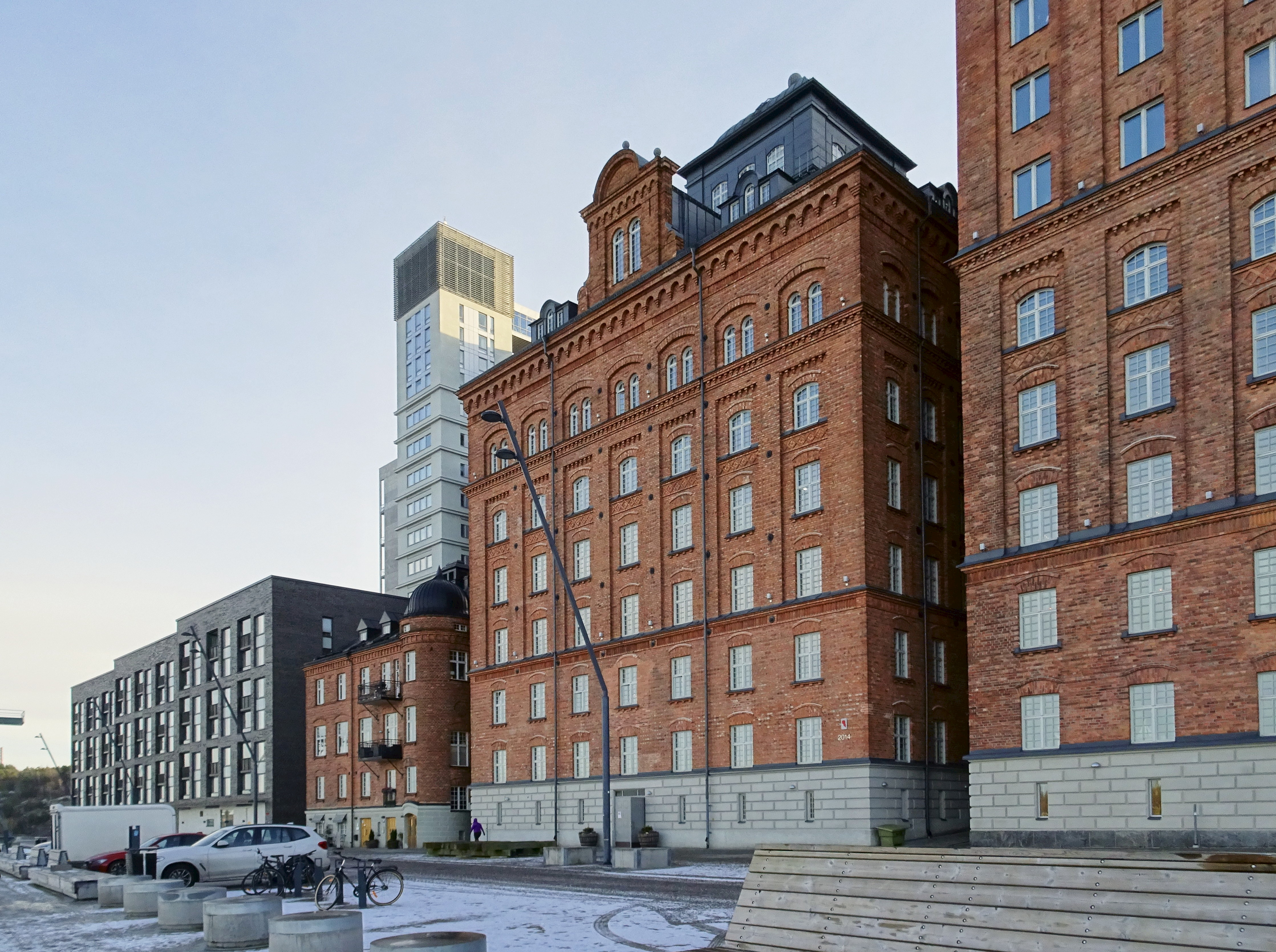
Från vänster: Kajhusen, Kvarnkontoret och Silo III, 2021.
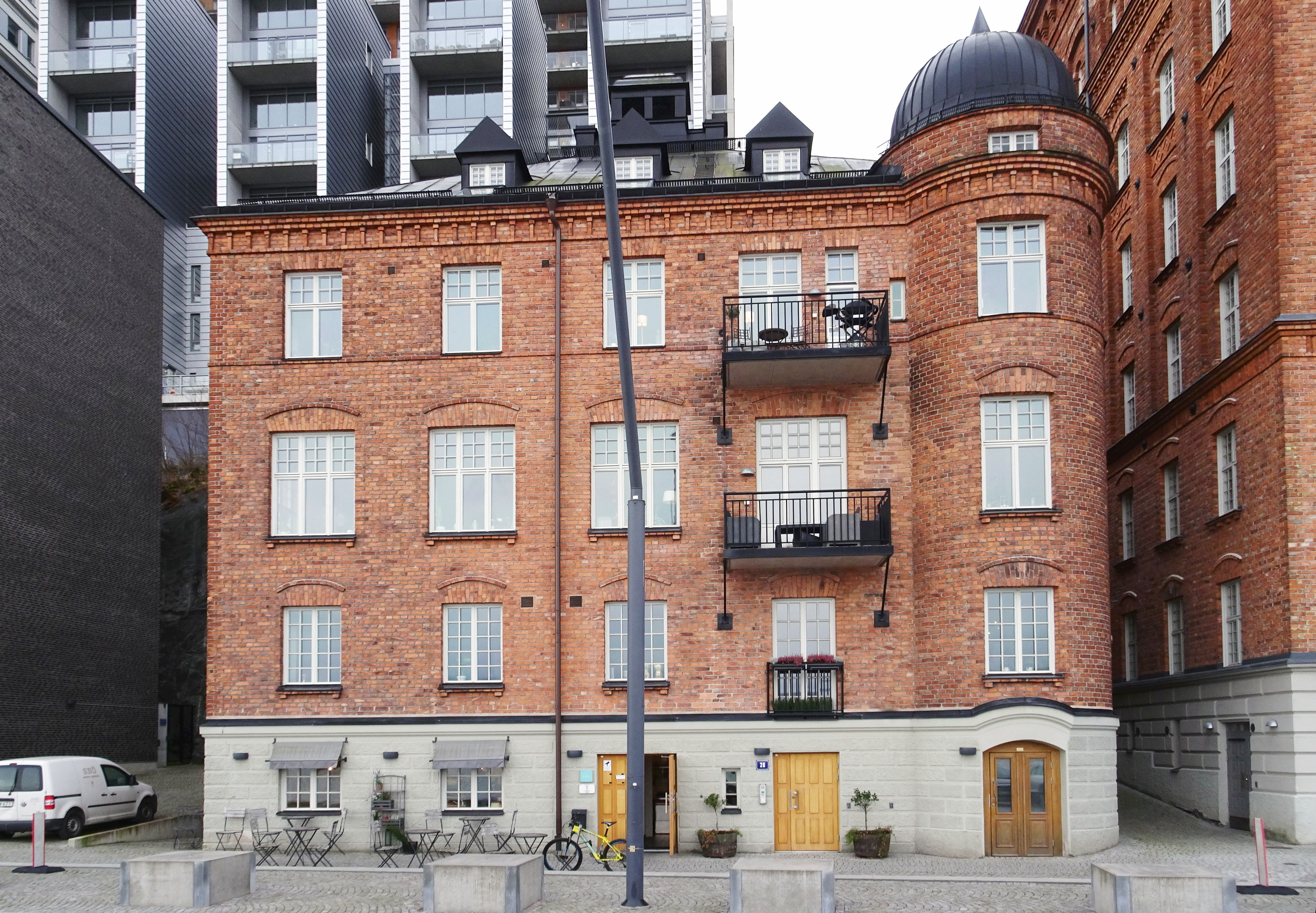
Gamla kvarnkontoret 2021.
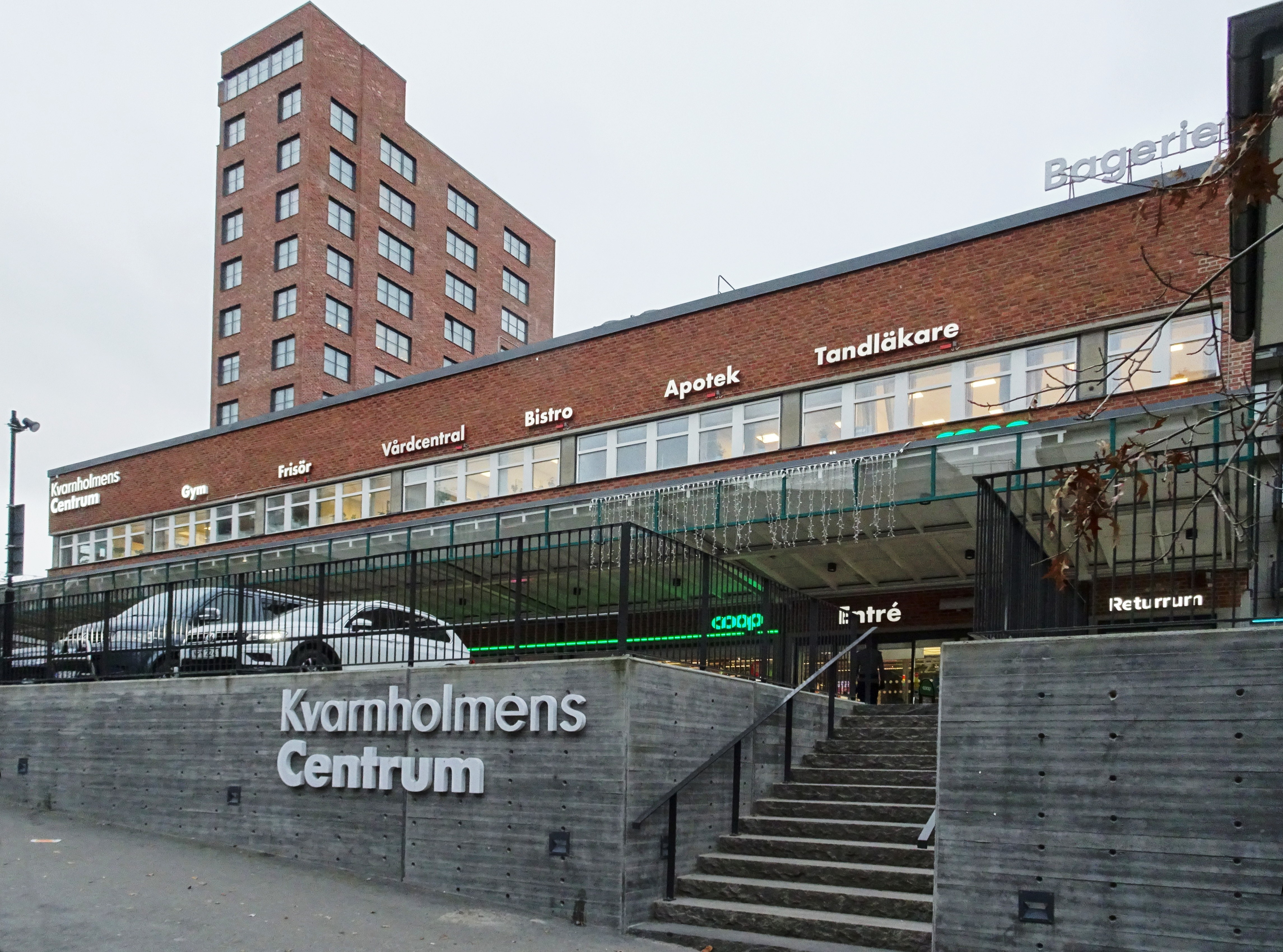
Kvarnholmens centrum ligger i före detta Spisbrödsfabriken, 2021.
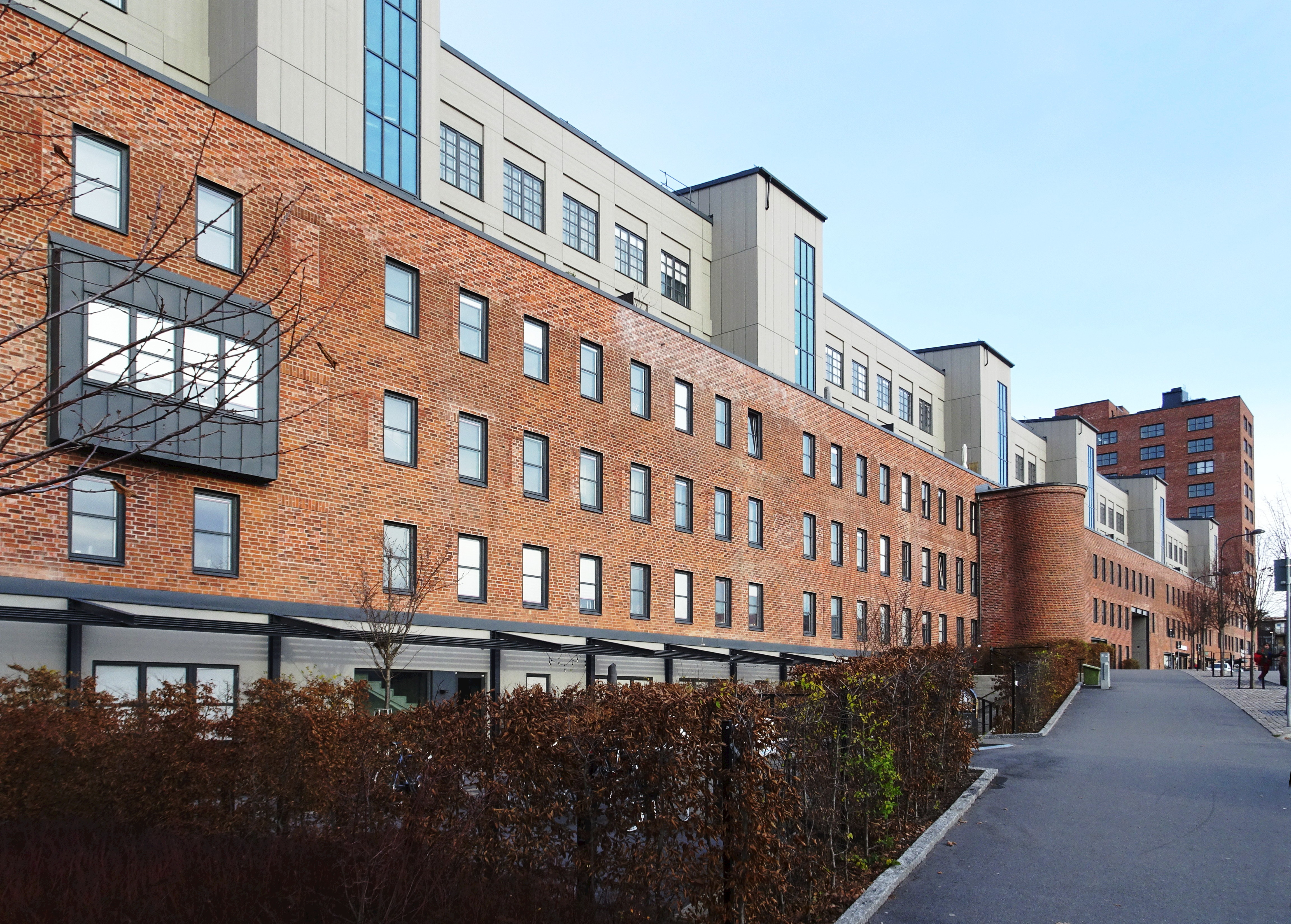
Spisbrödsfabriken efter ombyggnad till bostäder, 2021.

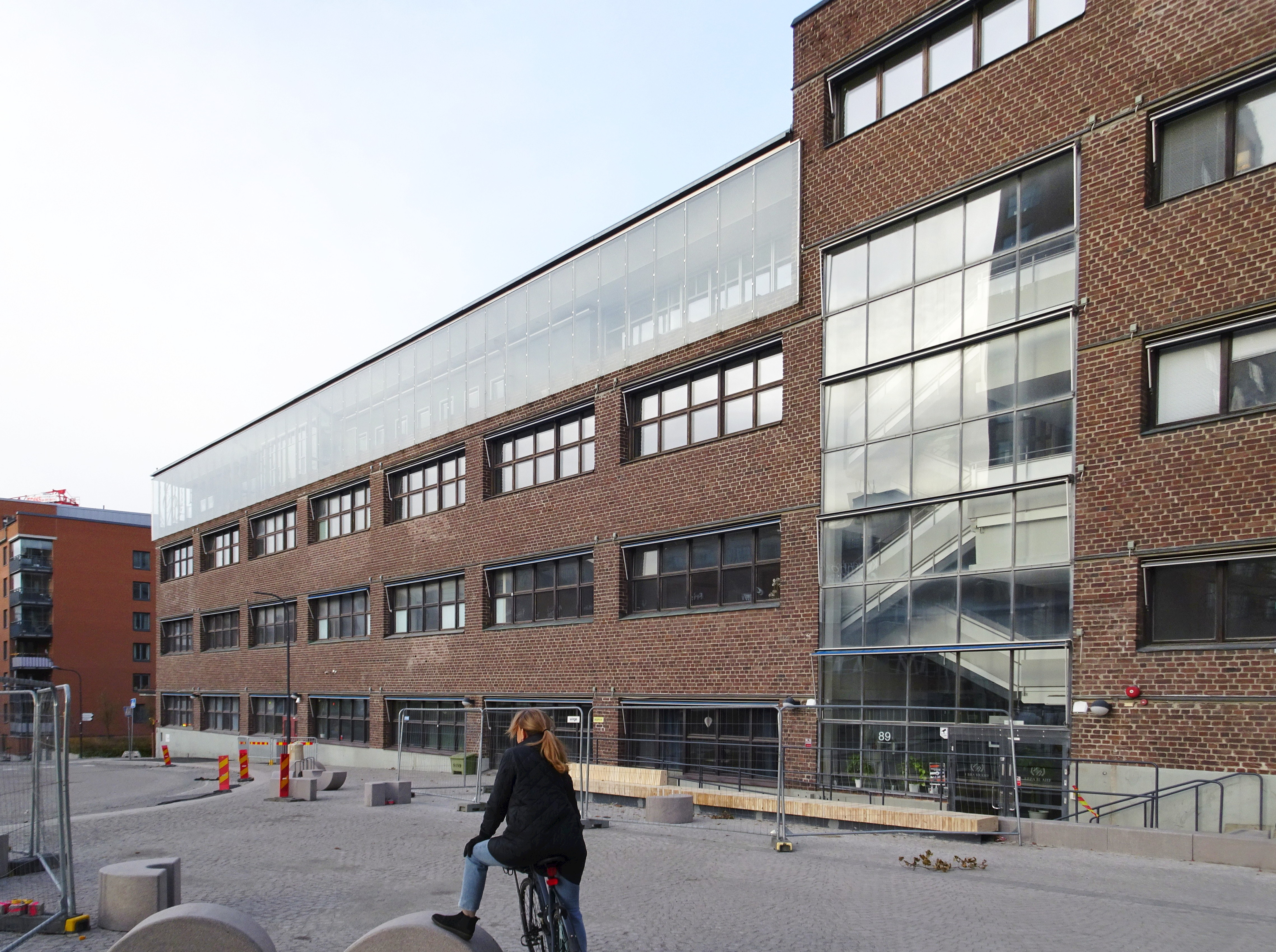
Före detta Makaronifabriken ombyggd till skola, 2021.
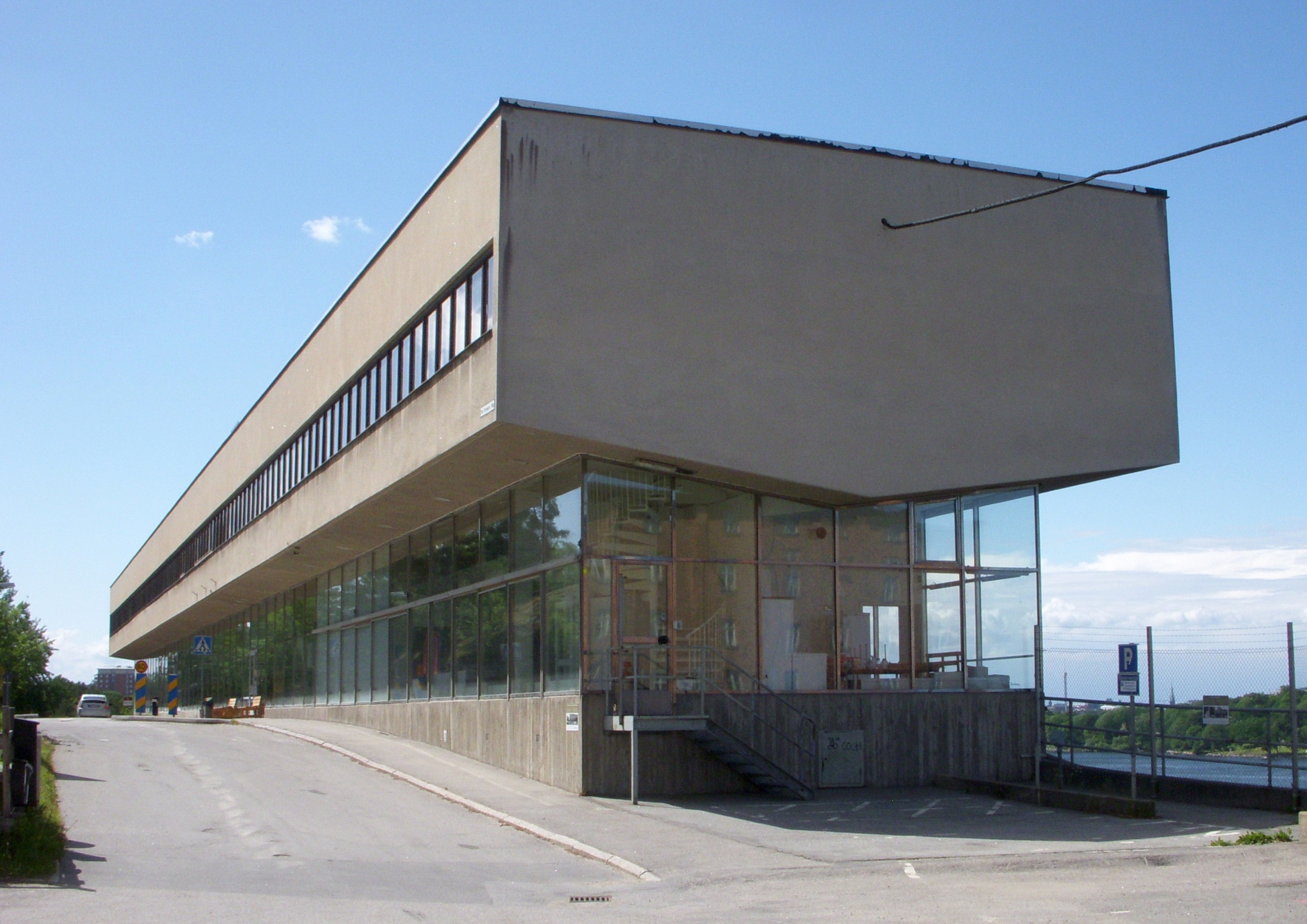
Nya kvarnkontoret Munspelet 2010.
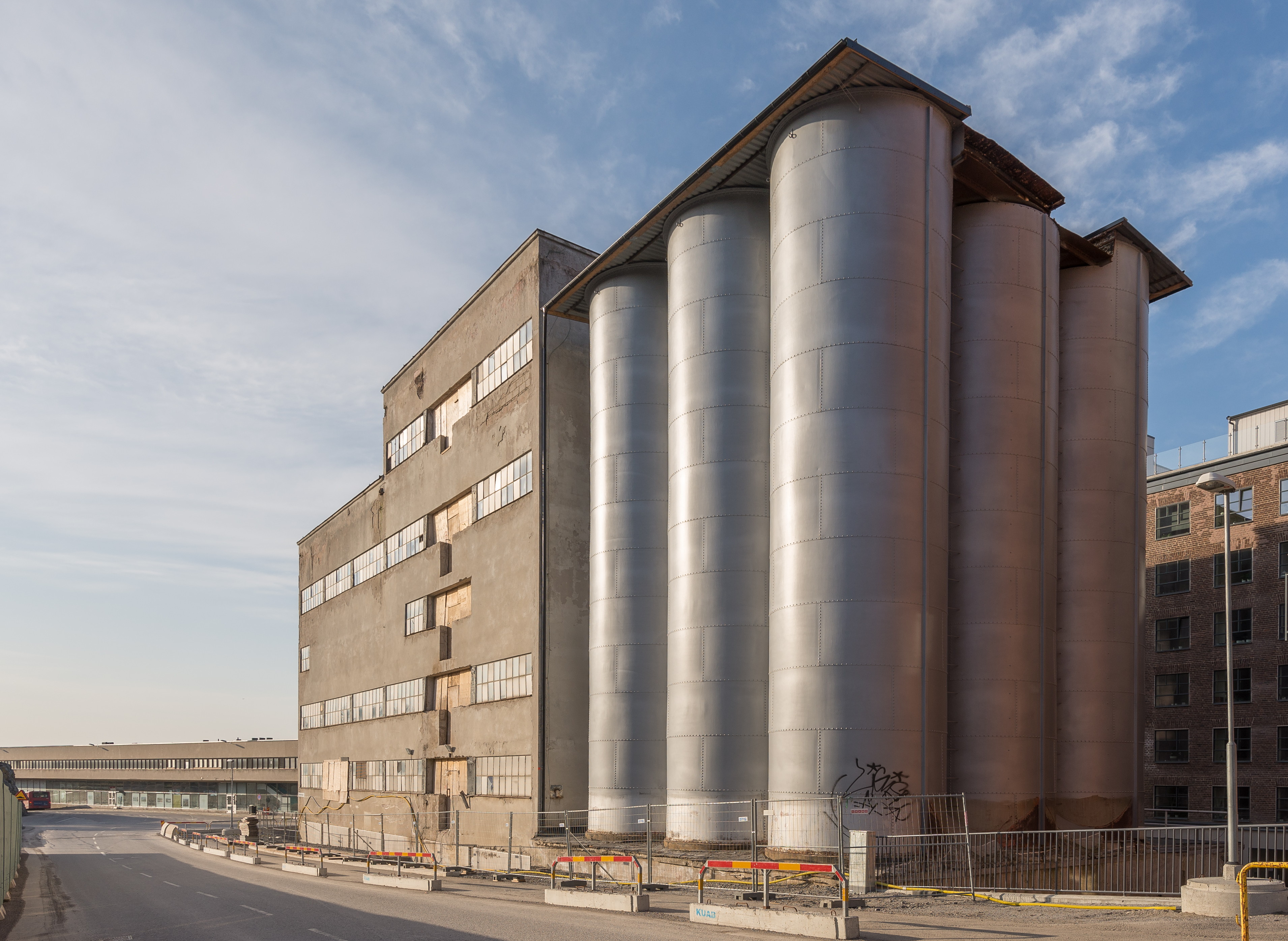
Havrekvarnen under pågående ombyggnad, 2015.
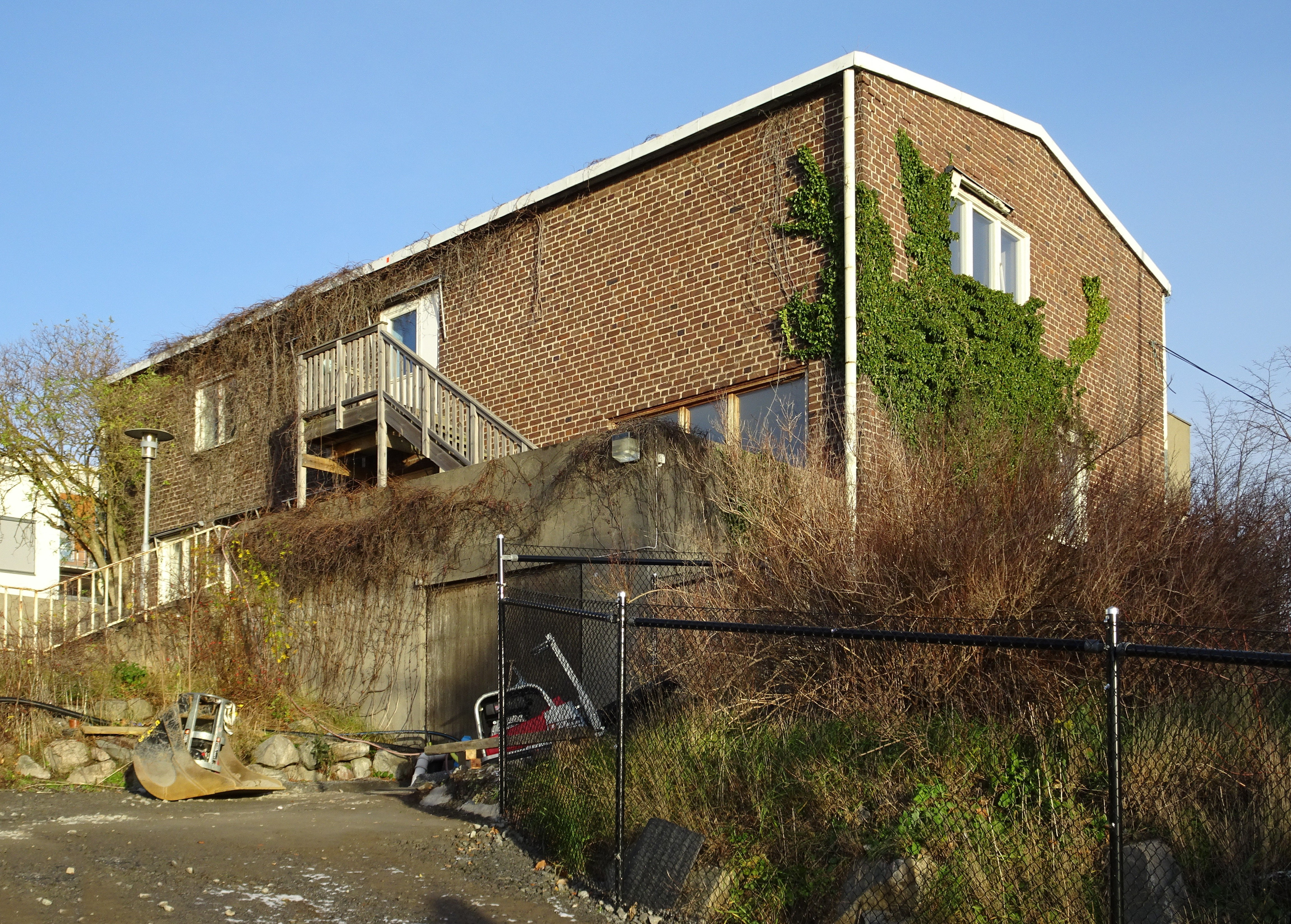
Disponentvillan, 2021.